# دانيال برموديز
دانيال برموديز (بالإسبانية: Daniel Bermúdez)‏ هو مهندس معماري كولومبي، ولد في 1950 في بوغوتا في كولومبيا.